# Zansen
Der Zansen ist ein mesotropher See im Landkreis Mecklenburgische Seenplatte im Osten Mecklenburgs.

## Lage
Der See liegt im Naturpark Feldberger Seenlandschaft im Amt Feldberger Seenlandschaft südöstlich von deren Hauptort Feldberg. Das Westufer des Sees ist teilweise bewaldet und im Bereich des bewaldeten Ufers sehr steil (Steigungswinkel bis zu ca. 75°). Das Ostufer ist von Laubbäumen gesäumt, an die sich Wiesen und Brachland anschließen. Der See liegt im Wassereinzugsgebiet der Havel. Er geht im Süden in den Carwitzer See über, mit dem er auch in einigen Quellen als limnologische Einheit betrachtet wird.

## Entstehung
Der Zansen ist während der Weichseleiszeit entstanden. Er ist ein glazialer Zungenbeckensee, das Becken vor Hullerbusch (Südbecken) deutet aber auch auf einen glazialen Rinnensee hin.

## Gliederung
Der Zansen besteht aus drei Becken, dem Becken vor Floot mit einer Tiefe von etwa zehn Metern sowie einer Fläche von 10,2 Hektar im Nordosten, dem Becken vor Scharteisen mit einer Tiefe von 23,7 Metern sowie einer Fläche von etwa 47,85 Hektar, das durch die Halbinsel Hilligenwerder abgegrenzt ist, und dem Becken vor Hullerbusch mit der tiefsten Stelle von 42,2 Meter sowie einer Fläche von zirka 107,7 Hektar im Südwesten.

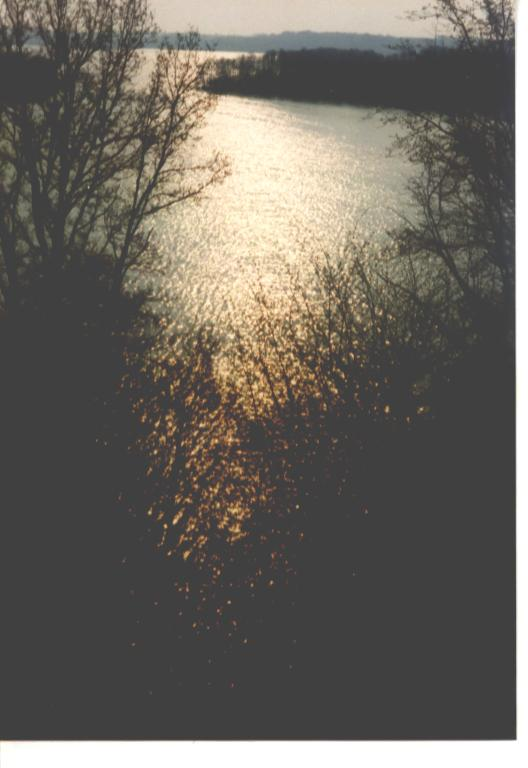
Vorn Becken vor Hullerbusch, Hinten Becken vor Scharteisen

## Nutzung
Der See wird zu Erholungszwecken und für den Fischfang genutzt. An ihm befinden sich jedoch keine Badestrände. Der Zansen ist für Boote mit Verbrennungsmotor gesperrt.

## Fauna
Häufige Fischarten sind Quappe, Ukelei, Karpfen, Wels, Blei, Hecht, Rotfeder, Schleie, Aal, Kaulbarsch, Karausche, Flussbarsch, Plötze, Dreistachliger Stichling, Kleine Maräne und Güster. Selten kommen Bachneunauge, Regenbogenforelle, Zwergwels, Gründling, Graskarpfen, Silberkarpfen und Zander vor.
Nachgewiesene Krebstiere sind der Amerikanische Flusskrebs und die Schwebegarnele Mysis relicta.

## Weblink
- Dokumentation von Zustand und Entwicklung der wichtigsten Seen Deutschlands. Teil 2: Mecklenburg-Vorpommern (PDF-Datei; 3,35 MB), S. 39ff.

## Quelle
- Schriftenreihe d. Arbeitsgruppe Greifswald d. Institutes f. Landschaftsforschung Halle/S. u. d. Müritz-Museums Waren: Natur und Naturschutz in Mecklenburg, Band 23, Greifswald – Waren 1986